# Aeroportul Campo Mourão
Aeroportul Campo Mourão (IATA: CBW, ICAO: SSKM) este un aeroport din Campo Mourão, Paraná, Brazilia ce deservește zona Campo Mourão. Aeroportul a fost tranzitat în 2022 de 733 de pasageri.
Situat la o altitudine de 574 m, aeroportul dispune de 1 pistă.

## Infrastructură

### Piste
Aeroportul dispune de o singură pistă. Pista 1/19 are suprafața de asfalt și dimensiunile 1.400 m × 30 m. 